# Boveney Lock

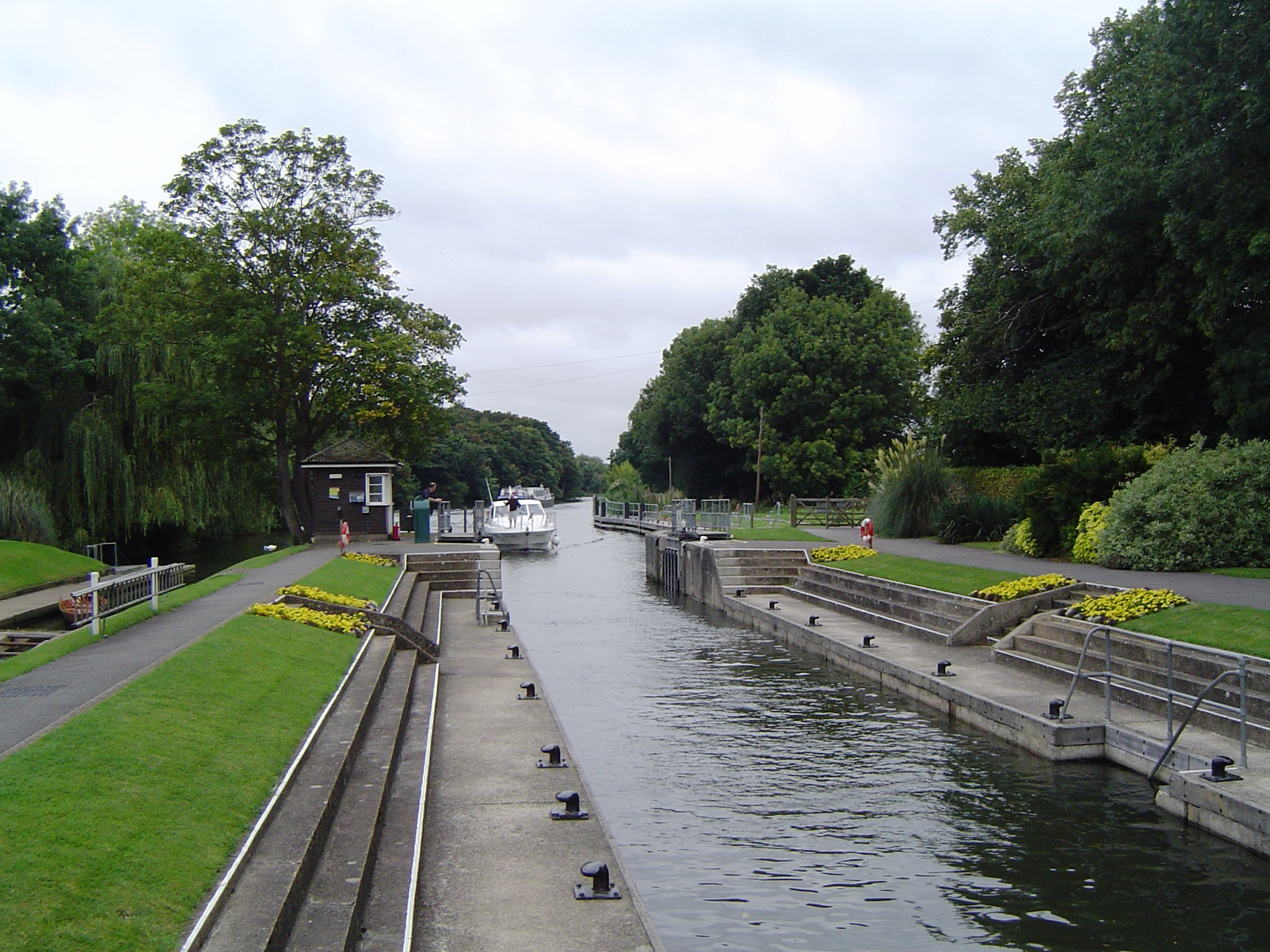
Das Boveney Lock

Das Boveney Lock ist eine Schleuse in der Themse. Sie liegt in der britischen Grafschaft Buckinghamshire gegenüber dem Royal Windsor Racecourse und nahe Eton Wick. Boveney ist ein Ort auf der gleichen Flussseite ein wenig flussaufwärts. Die Schleuse wurde 1838 von der Thames Navigation Commission gebaut. Sie wurde 1898 näher an das Ufer von Buckinghamshire verlegt und Rollen für kleine Boote wurden an der Stelle der alten Schleuse installiert.

## Geschichte
Auch wenn der Fluss unterhalb von Maidenhead keine Wehre haben sollte, so wird eine Stauschleuse am Gill’s Bucks oberhalb der heutigen Schleuse erwähnt. Vorschläge zum Bau einer Schleuse gab es seit 1780 und 1820 wurden verschiedene Pläne vorgelegt. Diese sahen wegen der schwierigen Verhältnisse mit engen Flussbögen flussabwärts Einschnitte in der Öffnung des Clewer Mill Stream vor. Es wurde jedoch die heutige Stelle ausgesucht und 1838 eine Holzschleuse gebaut. Für den regelmäßigen Bootsverkehr vom Eton College zum Queen’s Eyot wurde 1895 eine temporäre Bootsrutsche eingerichtet die 1898 zu einer festen Einrichtung wurde, als die Schleuse verlegt wurde. Das Wehr wurde 1913 neugebaut.

## Der Fluss oberhalb der Schleuse
Es wird zuerst das Bush Ait am Beginn des Clewer Mill Stream erreicht. Weiter flussaufwärts ist das Queens Eyot, das im Besitz des Eton College ist. Die Summerleaze-Fußgängerbrücke, ursprünglich angelegt um Kies aus dem Dorney Lake zu transportieren, überquert den Fluss kurz vor der Monkey Island. Der Fluss The Cut mündet südlich der Monkey Island in die Themse. Die M4 Bridge überquert den Fluss kurz vor dem Bray Lock.
Der Themsepfad verläuft die gesamte Strecke bis zum Bray Lock auf dem nördlichen Ufer.